# Christian Lauba
Christian Lauba (Sfax, 26 juli 1952) is een Tunesisch-Franse componist, muziekpedagoog en dirigent. Hij componeert ook onder zijn pseudoniem: Jean Matitia.

## Levensloop
Lauba vertrok met zijn ouders naar Bordeaux, waar hij talen aan de Universiteit van Bordeaux en muziek bij Michel Fusté-Lambezat aan het Conservatoire National de Région Centre "André Malraux" in Bordeaux studeerde. Hij kreeg een 1e prijs compositie en een prijs voor saxofoonwerk van de Société des Auteurs, Compositeurs et Éditeurs de Musique (SACEM) in 1983. Na het behalen van zijn diploma's werd hij benoemd tot docent voor muziekanalyse aan het Conservatoire National de Région Centre "André Malraux". Als gastdocent werkte hij aan de Universiteit van Maryland in College Park, de Bowling Green State University in Bowling Green, de Universiteit van Chicago, de Universiteit van Winnipeg in Winnipeg als aan het Real Conservatorio Superior de Música de Madrid, het Conservatorio "Giuseppe Verdi" (Milaan) in Milaan, het Conservatorium van Amsterdam en de Escola Superior de Música de Lisboa in Lissabon. Als docent geeft hij ook masterclasses.
Van 2004 tot 2007 was hij dirigent van het Orchestre National Bordeaux Aquitaine.
Hij ontmoette al vroeg de befaamde Franse saxofonist en muziekpedagoog Jean-Marie Londeix. Hij schreef vele werken voor hem, voor zijn klas, zijn studenten en zijn saxofoonensemble, waarin hij ernaar streeft om de rijkdom van de technische en articulatiemogelijkheden van het instrument uit te breiden. In combinatie met de vakkennis van Londeix is hij vooral geïnteresseerd in het specifieke aspect van de uitgebreide speeltechnieken zoals de kleppenklanken, de circulaire ademhaling, de multiphonics en het spelen en de intonatie van en in het altissimo-register van het saxofoon. Hij schreef onder andere ook een werk voor de bekende Nederlandse saxofonist Arno Bornkamp.
Lauba heeft ook een belangrijke bijdrage geleverd bij het vergroten van de instrumentale grenzen van vele andere instrumenten, zoals zijn compositiecatalogus documenteert. In 1994 veroverde hij de 1e prijs in een Internationale compositiewedstrijd georganiseerd door het "Institut für Neue Musik Berlin". In 1996 was hij juryvoorzitter tijdens het Internationale Gaudeamus Compositie Concours. In 2007 was hij huiscomponist van het 36e festival Musique sur Ciel de Cordes-sur-Ciel en in het seizoen 2007/2008 was hij in een soortgelijke functie werkzaam voor het Orchestre Symphonique de Mulhouse.

## Composities

### Werken voor orkest
- 1995 Hoggar, voor orkest
- 1999 Art's voor 11 instrumenten (hobo, klarinet, baritonsaxofoon, trompet, marimba, piano en strijkkwintet)
- 2004 Bogor, voor orkest
- Jeux, voor 16 instrumenten (dwarsfluit, sopraansaxofoon, altsaxofoon, tenorsaxofoon, bassaxofoon, hoorn, trompet, trombone, slagwerk, piano, cello en strijkkwintet)

### Werken voor harmonieorkest
- 1997 Kafr - Duo Concertante, voor dwarsfluit, altsaxofoon en harmonieorkest
- 2007 The Devil's Rag; voor altsaxofoon en harmonieorkest
- Petite suite Américaine, voor harmonieorkest

### Kamermuziek
- 1983 La forêt perdue, voor 12 saxofoons
- 1985 Adria, voor twee altsaxofoons
- 1986 Reflets, voor saxofoonkwartet
- 1986 Sud, voor altsaxofoon en piano
- 1987 Échos d'instants, voor 2 violen, 2 altviolen en 2 celli
- 1988 Chinese Rag, voor saxofoonkwartet
- 1988 Les 7 iles, voor twaalf saxofoons en piano
- 1988 Parcours, voor 2 altsaxofoons (de 2e saxofonist speelt ook bongo's en gongs)
- 1989 Mutation-couleurs IV, voor 12 saxofoons
- 1990 Erg, voor houtblazersensemble, harp, piano, contrabas en slagwerk
- 1996 Dream in a Bar, voor baritonsaxofoon en slagwerk
- 1997 Dies Irae, voor sopraansaxofoon en orgel
- 1997 Duos, voor saxofoon
- 1997 The Devil's Rag, voor altsaxofoon en piano
- 1997 Trap Rag, voor saxofoonkwartet
- 1999 Morphing - Strijkkwartet nr. 2
- 2000 Crazy Rag, voor saxofoon en piano
- 2001 Onze étude: Stan "hommage à Stan Getz" - étude sur la virtuosité sans rubato pour instruments bien tempérés et bien quantisés, voor baritonsaxofoon en synthesizer
- 2003 Au Bonheur des Dames, voor altsaxofoon en piano
- 2012 Clouds - 17ème étude, voor altsaxofoon en synthesizer
- 2012 Twins - 20ème étude, voor twee baritonsaxofoons

### Werken voor piano
- 1990 Brasil sem fim (Down with minimalism!)
- 2000 Blue Stream
- 2012 Porgy stride, voor twee piano's

### Werken voor cello
- Blue Raï, vijf etudes voor cello

### Werken voor saxofoon solo
- 1988 Hard, voor tenorsaxofoon
- 1992-1994 4 cahiers d'études - Neuf études, voor verschillende saxofoons solo
  1. Cahier (boek) 1 voor altsaxofoon 
    1. Balafon
    2. Savane
    3. Sanza
    4. Jungle

  2. Cahier (boek) 2 voor sopraan- en tenorsaxofoon 
    1. Tadj
    2. Gyn
    3. Vir

  3. Cahier (boek) 3 voor twee sopraansaxofoons 
    1. Ars

  4. Cahier (boek) 4 voor baritonsaxofoon
    1. Bat
- 1995 Steady study on the boogie, voor altsaxofoon
- 1999 Deux pièces, voor altsaxofoon
  1. Ifni
  2. Fès
- 2001 Dixième étude "Hard too hard", voor tenorsaxofoon
- 2007 Xyl: Balafon 2 - 12ème étude, voor altsaxofoon
- 2010 Worksong - 15ème étude, voor altsaxofoon
- 2012 Arak - 18ème étude, voor sopraansaxofoon
- 2012 Partyta - 19ème étude, voor sopraansaxofoon
- 2012 Bumble beebop, 21ème étude, voor altsaxofoon
- 2012 Bebop - 22ème étude, voor altsaxofoon
- 2012 Pent - 23ème étude, voor altsaxofoon
- 2013 Flamenco - 24e étude, voor altsaxofoon
- 2013 Kabuki - 16e étude, voor sopraansaxofoon

### Werken voor slagwerk
- 2001 Kupang, voor slagwerkensemble